# Ленинский район (Воронеж)
Ленинский район — внутригородской район Воронежа. Расположен на правом берегу Воронежского водохранилища. Площадь района на 1 января 1999 года составила 1853 га. Является самым маленьким районом города Воронежа.
Руководитель управы Ленинского района — Корчевников Сергей Викторович.
Основные улицы: 20 лет Октября, Кирова, 9 Января, Краснознаменная, Кольцовская, Ворошилова, Плехановская, Острогожская, Грамши, Матросова (по последним двум проходит трасса А144). На территории района находится площадь Ленина (Воронеж). На улице 20 лет Октября расположен ВГАСУ (архитектурно — строительный университет). Сейчас, как и все районы Воронежа, Ленинский активно застраивается. На территории района находится Центр Галереи Чижова, высотой 26 этажей, который является самым высоким зданием города.

## География
Центральное географическое положение, фактическое отсутствие свободных от застройки земель, высокая плотность населения — главные отличия Ленинского района от остальных районов Городского округа города Воронежа. Воронежско-Донской водораздел, проходящий примерно по улицам Острогожской, Краснознаменной, Кольцовской, делит район на восточную крутую и западную пологую части. Восточная часть, представляющая собой типичный крутой правый берег, характеризуется обилием балок, которые сформировали характер застройки местности. Самые крупные балки можно назвать по улицам, проходящим по их дну: Большая Стрелецкая, Народных ополченцев — Жасминный переулок, улица Онежская. Западная пологая часть, в отличие от восточной, имеет незначительные перепады высот. Стоит отметить только балку в юго-западной части, захватывающая улицу Журналистов и пер. Корпусной, а также улицы Артиллерийскую и Карельскую.
На характер застройки Ленинского района во многом повлиял характер местности. В большинстве своём, все балки заняты частным сектором, а ровные участки застроены многоэтажными зданиями. Основные транспортные артерии проходят либо по межбалочным гребням, либо перпендикулярно балкам.
Ленинский район граничит с:
- Центральным районом — от виадука по ул. Плехановской — ул. Гора Металлистов — ул. Фрунзе — ул. Белинского — ул. Волдарского — ул. Софии Перовской — ул. Выборгской до пересечения с ул. Карла Маркса — по её направлению до середины Воронежского водохранилища.
- Левобережным районом — от границы с Центральным районом посередине Воронежского водохранилища и Вогрэсовского моста до ЛЭП, идущей в микрорайон «Песчанка».
- Советским районом — от границы с Левобережным районом по ЛЭП, идущей в микрорайон «Песчанка» до дубового леса — граница дубового леса параллельно просеке ЛЭП, идущей в сторону КБХА до Острогожской трассы — южная граница Автодрома — восточная граница Аэродрома «Балтимор» — продолжение ул. Краснознаменной — ул. Чеботарева — южная граница гаражных кооперативов — ул. Кривошеина — ул. Героев-Сибиряков — ул. Ворошилова — ул. Колесниченко — ул. Моисеева — ул. 5 Декабря — ул. Ворошилова — ул. Бахметьева — ул. Пирогова — ул. Свободы до впадения в ул. 9 Января.
- Коминтерновским районом — по ж/д ветке между виадуком ул. 9 Января и виадуком ул. Плехановской

## История
Ранее район назывался «Ворошиловский». C 5 ноября 1961 года носит имя «Ленинский».
Ранее на месте современного Ленинского района располагалась Чижовская слобода. Однако в состав города Чижовка была включена лишь весной 1929 года. Официальной датой образования Ленинского района принято считать 10 июля 1932 года.

## Население
| 1970    | 1979     | 1989     | 2002     | 2009     | 2010     |
| ------- | -------- | -------- | -------- | -------- | -------- |
| 212 434 | ↘119 405 | ↗123 346 | ↘110 765 | ↘104 536 | ↗110 172 |

## Площадь Ленина
Ранее называлась Конной площадью, так как в этом месте торговали лошадьми. После переноса торговли лошадьми в другое место площадь стала именоваться Староконной. Сейчас площадь Ленина — главная площадь города. Это место на Новый год превращается в настоящий парк развлечений, где с 2007 года работает каток и другие аттракционы.

## Памятники и мемориалы
- Литературный некрополь — сохранившиеся могилы А. В. Кольцова, его родственников, И. С. Никитина и писательницы Елизаветы Митрофановны Милицыной (ул. Моисеева, рядом с Цирком)
- Памятники В. И. Ленину, И. А. Бунину, А. С. Пушкину
- Чижовский плацдарм
- Еврейское кладбище (XIX в.)

## Инфраструктура
- Культура: цирк, Театр оперы и балета, Краеведческий музей, Народный музей Сергей Есенина.
- Высшее и специальное образование: ВГАСУ, ВГУ(4 корпус), ВГТУ(Авиационный факультет), Центральный филиал Российской Академии Правосудия, Воронежская областная библиотека им. И. С. Никитина, Воронежское представительство Национального института им. Екатерины Великой, Воронежский институт Государственной противопожарной службы МЧС России, Военный авиационный инженерный университет.
- Школы № 12, 13, 27, 34, 35, 38, 40, 44, 45, 48, 50, 65.
- Спорткомплекс «Энергия», Стадион «Чайка».
- Завод Электроприбор.
- Торговые центры «Солнечный Рай», «Европа», «1000 мелочей», «Ярмарка», Дом Быта, Центральный Рынок, Речной рынок, Кольцовский вещевой рынок, Центр Галереи Чижова.
- Здравоохранение: Областной Диагностический центр, Госпиталь Воронежского гарнизона
- Гостиница «Брно».
- Религия: Ильинская церковь, Спасская церковь, Синагога.
- Железнодорожный вокзал «Воронеж-II Курский»

## Архитектура
- здание ВГАСУ является памятником архитектуры XX-го века[10]

## Фильмография
- В Ленинском районе Воронежа, на площади Ленина, происходили съёмки ряда эпизодов  кинокомедии Тимура Бекмамбетова «Ёлки 3»(2013)[11]